# Seth Holt
Pour les articles homonymes, voir Holt.
Seth Holt (né le 21 juin 1923 et mort le 14 février 1971) est un réalisateur et un monteur britannique.

## Filmographie partielle

### Réalisateur
- 1958 : Le Criminel aux abois (Nowhere to Go)
- 1961 : Hurler de peur (Taste of Fear)
- 1962 : La Blonde de la station 6 (Station Six-Sahara)
- 1965 : Confession à un cadavre (The Nanny)
- 1967 : Le Coup du lapin (Danger Route)
- 1971 : La Momie sanglante (Blood from the Mummy's Tomb)

### Monteur
- 1949 : The Spider and the Fly, de Robert Hamer
- 1950 : Le Démon de la danse (Dance Hall) de Charles Crichton
- 1952 : La Merveilleuse Histoire de Mandy (Mandy) d'Alexander Mackendrick